# Virargues
Virargues település Franciaországban, Cantal megyében. Lakosainak száma 117 fő (2022. január 1.). Virargues La Chapelle-d’Alagnon, Murat, Celles, Chalinargues és Chavagnac községekkel határos.

## Népesség
A település népessége az elmúlt években az alábbi módon változott:
| Lakosok száma | 191  | 155  | 158  | 139  | 134  | 133  | 133  | 124  | 119  | 117  |
|               | 1968 | 1982 | 1990 | 2006 | 2013 | 2015 | 2017 | 2019 | 2020 | 2022 |